# Tanja Kneiske
Tanja Kneiske ist eine deutsche Physikerin und Ingenieurin sowie Professorin für Technologie und Management Integrierter Energieinfrastrukturen an der Technischen Universität Berlin und wissenschaftliche Leiterin des Kompetenzzentrums für integrierte Energiesysteme der Fraunhofer-Einrichtung für Energieinfrastrukturen und Geotechnologien (IEG) in Cottbus. Zum 1. September 2025 wurde sie von der Bundesregierung als neues Mitglied in den Expertenrat für Klimafragen berufen.

## Leben
Kneiske wurde 2004 an der Julius-Maximilians-Universität Würzburg in Astrophysik promoviert. Es folgten wissenschaftliche Stationen als Postdoktorandin an der University of Adelaide und an der Technischen Universität Dortmund sowie eine Gruppenleitungsposition an der Universität Hamburg von 2008 bis 2011. Im Anschluss war sie fast elf Jahre Gruppenleiterin am Fraunhofer-Institut für Energiewirtschaft und Energiesystemtechnik (IEE) in Kassel, wo sie parallel einen zweiten Doktortitel in den Ingenieurwissenschaften erwarb. 2022 wechselte sie an das Fraunhofer IEG nach Cottbus und übernahm dort Aufgaben in den Schwerpunkten „Wärmeversorgung und Wasserstoff“ sowie in der Entwicklung von Planungswerkzeugen für gekoppelte Netze. Zum 1. Februar 2024 wurde sie an die Technische Universität Berlin berufen und leitet dort das neu eingerichtete Fachgebiet für Technologie und Management Integrierter Energieinfrastrukturen an der Fakultät VII – Wirtschaft und Management. Am 6. August 2025 berief das Bundeskabinett sie in den Expertenrat für Klimafragen; die Amtsperiode beginnt am 1. September 2025 und endet am 30. August 2030.

## Wirken
In Forschung und Lehre beschäftigt Kneiske sich mit der techno-ökonomischen Planung integrierter Energieinfrastrukturen, insbesondere mit der sektorengekoppelten Betrachtung von Strom-, Wärme-, Gas- und Wasserstoffnetzen. Am Fraunhofer IEG verantwortet sie die wissenschaftliche Leitung des Kompetenzzentrums für integrierte Energiesysteme in Cottbus und entwickelt mit ihrem Team offene Softwarewerkzeuge zur Netzinfrastrukturplanung. Dazu zählen das quelloffene Datenfusionswerkzeug „DAVE“ zur automatisierten Netzmodellierung sowie die Software „pandapipes“ zur Simulation und Planung gekoppelter Energie- und Wärmenetze inklusive Power-to-X-Technologien. In Projekten wie „TransHyDE-Sys“ arbeitet sie zur Unterstützung von Entscheidungsprozessen in Politik und Wirtschaft an Methoden, die Modelle für die Planung künftiger Wasserstoff- und Energieinfrastrukturen verbinden.